# 本如
本如（ほんにょ）は、江戸時代中期から後期の浄土真宗の僧。浄土真宗本願寺派第19世宗主。西本願寺住職。諱は光摂。院号は信明院。法印大僧正。父は第18世文如。九条尚実の猶子。室は二条治孝の息女・誠。河内国顕証寺住職文淳は弟。第20世広如は養子で文淳の次男。
江戸時代中期の三業惑乱を収束させた際の宗主。

## 生涯
本願寺18世文如の次男として生まれる。寛政8年（1796年）二条治孝の息女誠と結婚。長男の早逝によって寛政11年（1799年）、22歳で宗主を継職。新門時代から約10年間にわたり宗門内を混乱させた三業惑乱への対処に追われた。その後は、文化8年（1811年）に親鸞聖人550回大遠忌法要を執行し、あわせて大規模な御影堂の修復を行った。一方で、安心論争による宗門の混乱や度重なる事業が本願寺財政を悪化させ、次代に多額の負債を残した。
弟文淳の次男で河内国顕証寺を継いでいた光沢を文政2年（1819年）に養子とし、広如と改名させた。
文政9年（1827年）12月12日に示寂した。広如が第20世となる。

### 三業惑乱
- 西本願寺では、江戸中期の法如宗主時代から宗門の安心（あんじん）をめぐる教義対立が燻っていたが、本如の時代には地方の不満が頂点に達し、本山まで直談判に赴く門徒衆のために京都市中も不穏な状況にあった。この時点で学林派（三業派・新義派）の「三業帰命説」は安芸の大瀛らによって論破されていたが、越前・越中を中心とした三業派支持の影響は強く、一大権力を築いていた能化職自体が誤りを認めることはなかった。
- 本如は22歳の若さで宗主継職したこともあり、7代能化職の智洞（寛政9年就任）を頂点とする学林派に対して無力に近かった。本如自身も混乱回避のため様々な手段を尽くそうとするが、学林の暴走を止めることはできず、やむを得ず江戸幕府の介入を頼むこととなった。
- 享和3年（1803年）、幕府は京都所司代に二条城にて大瀛・道隠と智洞に法論を行わせて、文化元年（1804年）には江戸に両派を召喚し、寺社奉行所で討論させている。この時裁定に当たった寺社奉行の龍野藩主脇坂安董は、この一件の手腕が認められ、後に老中職にまでなった。
- 幕府は一連の裁定を終え、文化3年（1806年）、本如筆の「御裁断御書」において三業帰命の誤りを明示し、これを宗意安心の基準として、両派関係者への処罰を下した。本願寺には100日間の閉門が下された。
- この一件により宗主以上の権力を持った能化職は廃止され、後に任期1年更新の勧学職を置いた。また、予定されていた御影堂大修復もこの問題により着工が遅れた。